# 위스콘신 준주
위스콘신 준주는 위스콘신주, 미네소타주, 아이오와주, 사우스다코타주, 노스다코타주 일부에 걸쳐 있던 준주로써 1836년 7월 4일부터 1848년 5월 29일까지 존재하였다.